# Paracetamol/hidrocodona
Paracetamol/hidrocodona é uma associação medicamentosa (nomes comerciais: Anexsia, Lorcet, Vicodin, entre outros) composta por uma combinação de paracetamol (acetaminofeno) e hidrocodona. É usado no alívio e controle de dores agudas, crónicas, pós-operatórias e cancerígenas. 

## Na cultura popular
Na série House, o protagonista Dr. Gregory House é viciado em Vicodin, chegando a ter problemas e quase sendo preso com o abuso dos medicamentos.